# Lúcio
Lucimar Ferreira da Silva (normalt bare kendt som Lúcio) (født 8. maj 1978 i Brasília, Brasilien) er en brasiliansk fodboldspiller, der optræder som forsvarsspiller i hjemmelandet hos Gama. Han har tidligere optrådt for blandt andet SC Internacional, São Paulo FC og Palmeiras i sit hjemland, Bayern München og Bayer Leverkusen i Tyskland samt Inter i Italien.
Med Bayern München vandt Lúcio tre gange Bundesligaen og tre gange DFB-Pokalen. I sin tid hos Bayer Leverkusen var han i 2002 med til at nå finalen i Champions League, hvor han scorede mod Real Madrid. Bayer tabte dog kampen 2-1.

## Landshold
Lúcio nåede i sin tid som landsholdsspiller (2000-2011) at spille hele 105 kampe og score 4 mål for Brasiliens landshold, som han blev verdensmester med ved VM i 2002. Derudover var han med til at vinde både Confederations Cup 2005 og Confederations Cup 2009, og var også en del af den brasilianske trup til VM i 2006 og VM i 2010.

## Titler
Bundesligaen
- 2005, 2006 og 2008 med Bayern München

DFB-Pokal
- 2005, 2006 og 2008 med Bayern München

VM
- 2002 med Brasilien

Confederations Cup
- 2005 og 2009 med Brasilien